# 穎兒
穎兒（1986年12月12日—），本名劉穎，中国女演員，以清純氣質與甜美笑容著稱。毕业于中央戏剧学院2005级表演及导演系。2018年與謝娜、應采兒、程莉莎夫妻檔參加妻子的浪漫旅行，開出知名度。

## 生平
曾是楊子與黃聖依力捧的新人，《書劍恩仇錄》是她第一部金庸作品，而她第一部古裝戲則是《小李飛刀》。
曾經簽約於天娛傳媒，但在2006年解約，之後便成為巨力影視的旗下藝人，然而於2012年12月轉而與唐人電影簽約。
在《書劍恩仇錄》中演出香香公主，於劇情邁入尾聲時才出現，觀眾因而上網惋惜地說：「這是有史以來最漂亮的香香公主，但戲快結束才出現，看不過癮！」
拍攝《書劍恩仇錄》時曾表示：「當我知道飾演一位公主時，真是樂翻了，因為每個女孩心中都有一個公主夢」。她又表示：「我從香香公主身上，看到愛情的本質，和大草原生生不息的的牧草一樣，是永遠不會消失的能量！」
2010年，電影《盗版爱情》在北京舉行首映會時，身為配角的劉樺、黄聖依、楊子等皆有上台發言，但身為女主角的劉穎卻未見其身影，直到結束後才有眼尖的記者拍到她在舞台下遭幾個身形彪悍的保安攔截拉扯，劉穎更是一度當場痛哭。後來據她本人描述，事件發生的誘因是因為她不清楚當天的安排，而之前有另外一場活動，所以趕到現場的時候有點晚，台下幾個保安都不認識她，因而上前攔阻。其後更無奈的表示：「整個事件就是一個小演員的悲哀，如果我是一個大牌站在台下，就不會有這些事情了。」
在南非世界杯中，劉穎拍攝了一组足球寫真。但穿著與其他性感火辣的裝扮不同，反而令人有種乖巧可爱的感覺，對此劉穎表示：「每个人心目中的足球都是不同的，以前所有的足球寶貝给人的感覺都是很性感火辣的，但是我心目中的足球不是這樣的，它不僅能性感，也可以可愛，我只是将我心目的東西展示出来。」
2014年，與吳佩慈的未婚夫澳門永利集團股東紀曉波傳出緋聞。
2015年6月欢瑞世纪宣布与杨洋解约后，原欢瑞副总裁贾士凯随即也发声明称已于12日离职欢瑞，并获杨洋及颖儿转发支持，贾士凯称将与他们“携手共进”“一起向前走”。

## 個人生活

### 感情婚姻
- 2017年8月24日，颖儿与付辛博通过个人微博正式公开恋情。12月12日，颖儿发文承认怀孕。
- 2018年，颖儿生下女儿，重六斤一两。2月5日，付辛博晒出女儿脚丫照，公布喜讯。
- 2018年5月15日，付辛博和颖儿在巴厘岛举行婚礼。

## 影视作品

### 电视剧
| 首播年份 | 剧名                    | 角色         | 备注             |
| 沒播出   | 小李飛刀                | 宋曉風       | 2007年拍攝       |
| 2009年   | 翡翠凤凰                | 秦小玉       |                  |
| 2009年   | 書劍恩仇錄              | 香香公主     |                  |
| 2010年   | 絲絲心動                | 路天兒       |                  |
| 2010年   | 孽缘                    | 张小迪       |                  |
| 2011年   | 後宮甄嬛傳              | 夏冬春       | 客串             |
| 2011年   | 千山暮雪                | 童雪         |                  |
| 2012年   | 千山暮雪續集            | 童雪         | 網絡劇           |
| 2012年   | 幸福三顆星              | 周佳琪       |                  |
| 2012年   | 赏金猎人                | 杜雨涵       |                  |
| 2012年   | 小菊的春天/小菊的秋天   | 小菊         |                  |
| 2013年   | 婚姻之癢                | 庄丽         | 2008年拍攝       |
| 2013年   | 畫皮之真愛無悔          | 靜公主       |                  |
| 2013年   | 英雄                    | 西施         |                  |
| 2013年   | 精忠岳飞                | 江南第一美女 | 客串             |
| 2013年   | 最美的时光              | 许秋         |                  |
| 2014年   | 玲瓏局                  | 沐曉英       |                  |
| 2014年   | 歡天喜地俏冤家          | 雷及弟       |                  |
| 2014年   | 美妙的奇遇 / 美妙的情缘 | 妙妙         |                  |
| 2015年   | 红色追剿1949            | 许辣妹       | 又名: 追缴女匪王 |
| 2015年   | 盜墓筆記(第一季)        | 霍秀秀       | 網絡劇           |
| 2015年   | 冰與火的青春            | 夏冰         |                  |
| 2015年   | 幸福的方向              | 苏子桐       |                  |
| 沒播出   | 哪吒与杨戬              | 蘇妲己       | 2015年拍攝       |
| 2016年   | 解密                    | 翟莉         |                  |
| 2016年   | 毛丫丫被婚记            | 毛丫丫       |                  |
| 2016年   | 望夫成龙                | 钱顺顺       |                  |
| 2016年   | 战火红颜                | 方紫薇       |                  |
| 2017年   | 一粒红尘                | 叶昭觉       |                  |
| 2017年   | 最好的安排              | 赵子慧       |                  |
| 2018年   | 古剑奇谭2               | 闻人羽       | 網絡劇           |
| 2019年   | 喬安你好                | 喬安         |                  |
| 2021年   | 舒克与桃花              | 陶花         | 2016年拍攝       |
| 2021年   | 锦心似玉                | 罗元娘       | 網絡劇           |
| 2021年   | 陪你一起长大            | 林芸芸       |                  |
| 2022年   | 麓山之歌                | 方霏         |                  |
| 2022年   | 破晓东方                | 杨鉴清       |                  |
| 2022年   | 山河月明                | 徐妙雲       | 2018年拍攝       |
| 2023年   | 不完美受害人            | 米芒         | 網絡劇           |
| 2023年   | 冰雪尖刀连              | 静秋         |                  |
| 2023年   | 神隐                    | 鴻若         | 網絡劇           |
| 2024年   | 小日子                  | 沈榴榴       |                  |
| 2024年   | 迷局破之深潜            | 聞夜鳴       |                  |
| 2025年   | 六姊妹                  | 何家艺       |                  |
| 2025年   | 凡人修仙传              | 霓裳         | 網絡劇           |
| 待播     | 奇迹                    | 王嘉文       |                  |
| 待播     | 没有硝烟的战线          | 賈雲英       |                  |
| 待播     | 五个失踪的少年          |              |                  |
| 待播     | 小芳出嫁                |              |                  |
| 待播     | 醉梦                    |              | 網絡劇           |

### 电影
| 上映年份 | 电影名             | 角色       | 性質       |
| 2007年   | 牛筋儿（電視電影） | 小白菜     | 女主角     |
| 2007年   | 精舞門             | 冰淇淋妹妹 | 客串       |
| 2008年   | 赣南之恋           | 钟曉萌     |            |
| 2009年   | 盜版愛情           | 王小麗     | 女主角     |
| 2012年   | 瘋狂的蠢賊         | 王詩宜     | 女主角     |
| 2012年   | 愛情規劃局         | 王星語     | 女主角     |
| 2013年   | 爱,很美            | 錢小菲     | 女主角     |
| 2013年   | 制服               | 嚴曉童     | 第二女主角 |
| 2014年   | 誰說我們不會愛     | 蘇小暖     | 女主角     |

### 微電影
- 2012年，《愛情規劃局》飾 王星語

### 综艺节目
- 2015年《女神新装》
- 2015年《真心英雄》
- 2016年《如果爱第三季》
- 2017年《24小時第二季》
- 2018年《妻子的浪漫旅行》

### 舞台劇
- 《霸王别姬》飾　虞姬
- 《留守女士》飾　乃川
- 《女士們的遊戲》飾　芙洛尔

## 獲獎紀錄
- 2000年参加湖南省少年藝術節獲《音乐组合獎》
- 選拔賽：節目主持组─《湖南十佳銀獎》、民族组─《湖南十佳新人奖》
- 参加上海天娱传媒舉辦的亚韩 《2004年度星姐選美》獲亞洲第五名
- 参加華夏時報舉辦的“華夏伊人年度評選”獲亞軍
- 2004年參加《全國推新人大賽》獲聲樂组銀獎
- 2012年華鼎獎 憑《小菊的春天》獲中國百強電視劇最佳新銳女演員